# Heilig-Geist-Kirche (Wien)

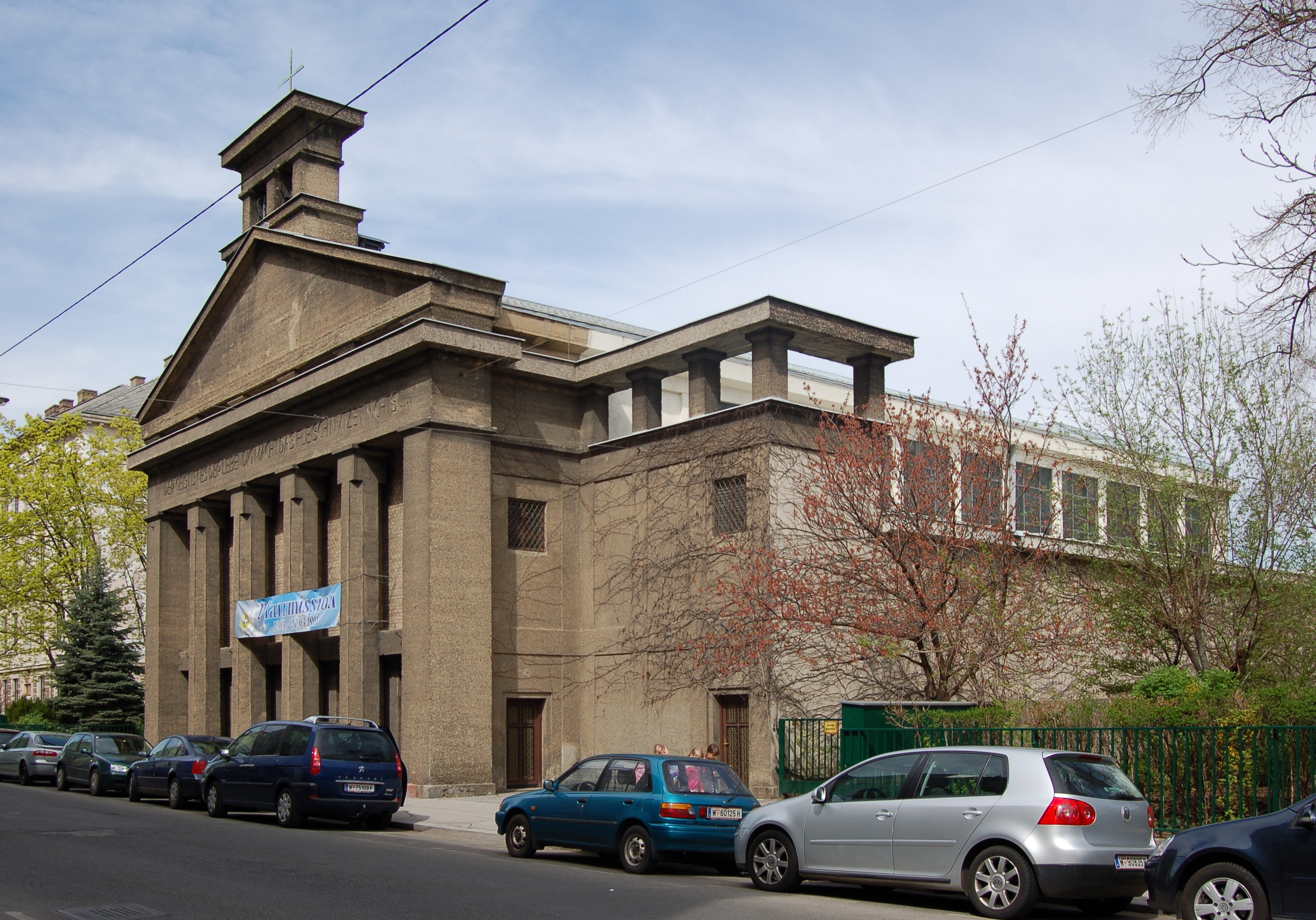
Die Heilig-Geist-Kirche in der Herbststraße

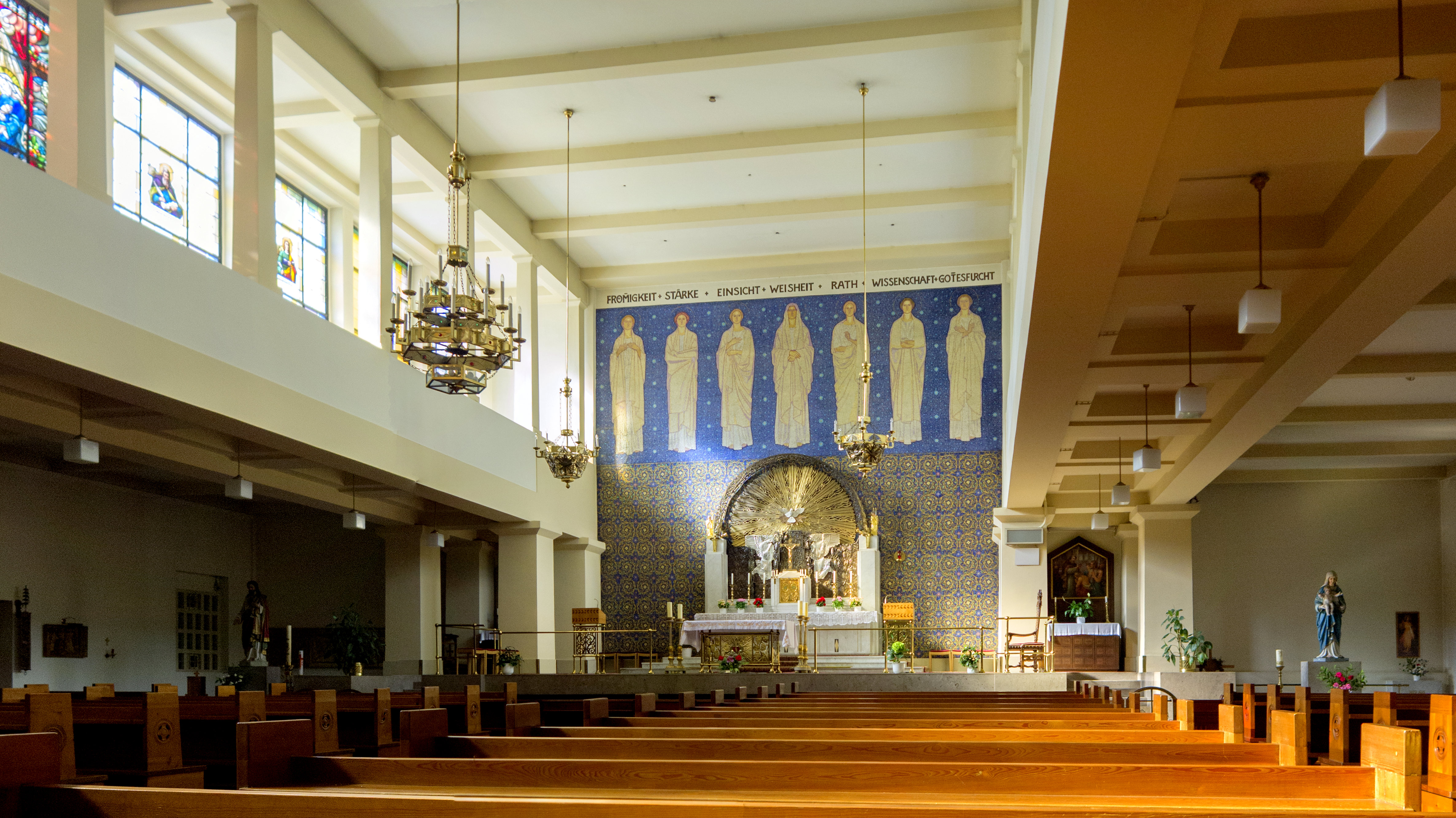
Innenansicht

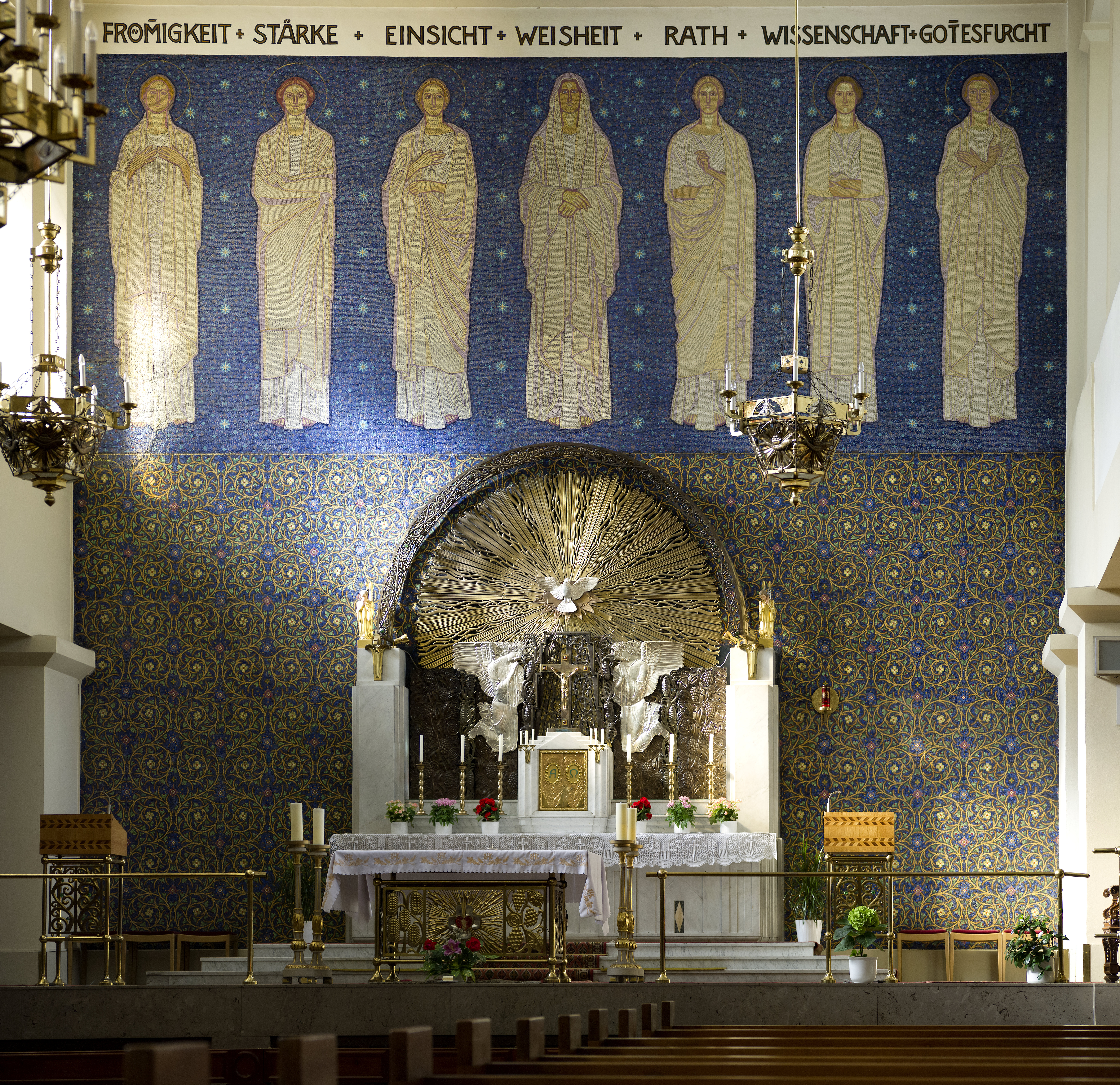
Der Hochaltar

Die Heilig-Geist-Kirche ist eine römisch-katholische Pfarrkirche in der Herbststraße im 16. Wiener Gemeindebezirk, Ottakring. Sie ist die Pfarrkirche der Pfarre Schmelz Zum Hl. Geist im Vikariat Wien-Stadt (Stadtdekanat 16) der Erzdiözese Wien. Das in historisierendem Stil gehaltene Sakralgebäude war die erste Eisenbetonkirche Österreichs. Die Pfarre wird vom Orden der Dehonianer betreut.

## Geschichte und Architektur
Die vom Architekten Jože Plečnik entworfene Kirche wurde in den Jahren 1911 bis 1913 erbaut. Die Patronanz übernahm Herzogin Sophie von Hohenberg, die Frau des Thronfolgers Franz Ferdinand. Sie war es auch, die die Kirche dem Heiligen Geist weihen ließ.
Der Hauptraum hat die Grundform einer Basilika und zitiert damit im Gegensatz zu Otto Wagners Kirche am Steinhof historische Formen, was den Stilvorstellungen des sehr religiösen Plečnik eher entsprach. Die ursprüngliche Planung der Kirche sah einen Versammlungssaal, einen Pfarrhof und ein Mietshaus vor. Diese mussten jedoch aus Geldmangel aus den Plänen entfernt werden. Als die Kirche bereits in Bau war, wurde aus demselben Grund auch ein hoher venezianischer Turm entfernt und stattdessen der Glockengiebel verwirklicht. Ein weiteres Opfer waren fünf Relieffiguren an der Portalfront, die den Heiligen Geist, den Erlöser und die drei Heiligen Frauen darstellen sollten.
Plečnik erprobte in der Kirche den Baustoff Eisenbeton. Im inneren Kirchenraum ersetzte er damit die Bögen zu den Seitenschiffen durch zwei über 20 m frei gespannte Träger. So entstand statt der klaren Trennung in Mittel- und Seitenschiffe eine Art quadratischer Gesamtraum, der aber auch aus den Seitenschiffen gute Sicht zum Altar ermöglicht. Lange galt die Kirche als die erste Eisenbetonkirche Europas. Dieser Status sollte aber der 1910 errichteten Kirche von István Medgyaszay in Muľa zukommen, der ebenfalls Wagner-Schüler war.
Unterhalb des erhöhten Altarraums befindet sich die Krypta, in der bereits im Juli 1911 die Messe gefeiert wurde.
Plečnik selbst war von 1911 an in Prag tätig und konnte damit die Fertigstellung seiner Kirche nicht mehr im Detail mitverfolgen. Der Innenausbau erfolgte großteils nicht nach seinen Plänen.
Das Bauwerk wurde nach seiner Fertigstellung heftig kritisiert. Der österreichisch-ungarische Thronfolger, Erzherzog Franz Ferdinand, bezeichnete die Kirche als Mischung von Russischem Bad, Pferdestall und Venustempel. Heute zählen die Heilig-Geist-Kirche und das Zacherlhaus in der Inneren Stadt zu den international bekannten Werken Plečniks.

## Ausstattung

### Krypta
Die Krypta unter dem Altarraum besteht aus einem Hauptraum und drei kleinen Grotten. Der Altar lehnt sich an die Formen des Altares im Karmeliterkonvikt zu Döbling von Plečnik an. Um den Eindruck einer Felswand zu verstärken, wurden rote Ziegelbruchstücke in die Betonmasse gemischt. Die drei Grotten der Krypta stellen dar:
- den Stall zu Bethlehem
- die Ölberggrotte aus dem Garten Gethsemani
- das Heilige Grab von Jerusalem

In der Krypta befinden sich links und rechts vom Altar zwei Bilder, Die Erschaffung des Wassers (Müller) und Rahel weint um ihre toten Kinder (Josef Engelhart),  sowie ein Taufbecken von Ferdinand Andri.

### Hauptraum
Der Hochaltar zeigt das Wirken des Heiligen Geistes und stammt von Adolf Otto Holub (1882–um 1920) nach dem Vorbild der Kirche am Steinhof. Das Altarbild ist eine Darstellung der sieben Gaben des Heiligen Geistes nach einem Entwurf von Ferdinand Andri. Die Metallreliefs stammen von Michael Six. Zwei Seitenaltäre sind dem hl. Josef und dem hl. Bonifatius geweiht. Der Kreuzweg ist eine Arbeit des polnischen Holzschnitzers Josef Ruchala. Links neben dem Altar steht ein Herz-Jesu-Volksaltar.

### Fenster
Die Gemälde in sechs Glasfenstern stellen dar:
- Die Versuchung im Paradies
- Das Dankopfer nach der Sintflut
- Moses mit den Gesetzestafeln auf dem Sinai
- Die Verkündigung des Herrn
- Das Pfingstwunder
- Die Taufe Jesu

Die anderen Fenster zeigen die vier Evangelisten und den Propheten Jesaja. Die Epistelseite wurde dabei 1930 von R. Nagl bemalt, die Evangelienseite 1952 von Remigius Geyling.

### Glocken
Über dem Eingang befinden sich zwei Glocken. Die kleinere (Ton: dis2, Gewicht: 150 kg), 1930 von der Glockengießerei Pfundner gegossen, trägt die Inschrift Christo Regi Friedericus Gustavus Me Consecravit (Christus, dem König hat Friedrich Gustav mich geweiht). Die größere Glocke (Ton: c2, Gewicht: 234 kg), ebenfalls von Pfundner und 1956 gegossen, trägt die Inschrift Christus Rex, in te speravi, non confundar in aeternum (Christus König, auf dich habe ich gehofft, in Ewigkeit werde ich nicht zuschanden werden).

### Orgel

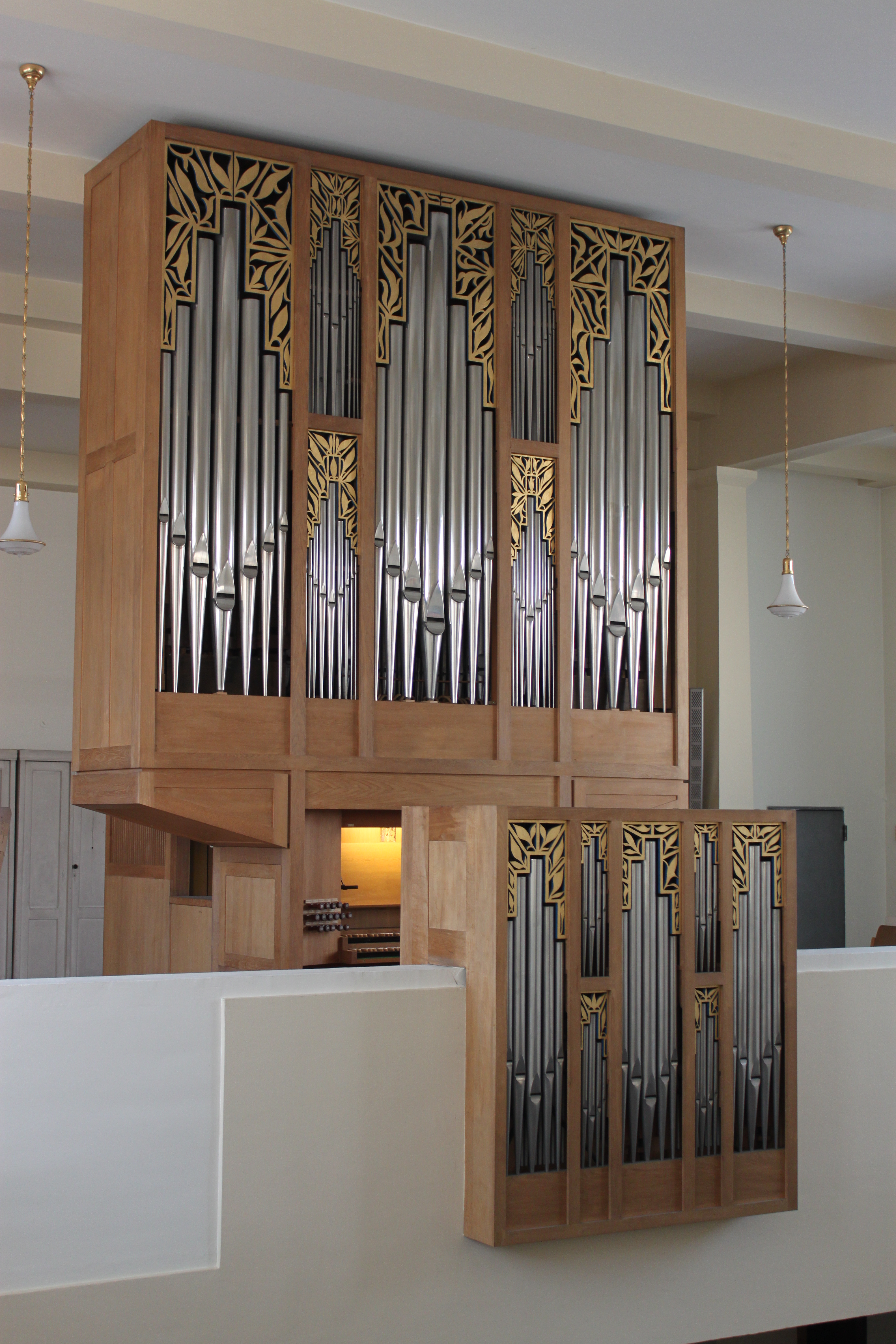
Prospekt der Gollini-Orgel

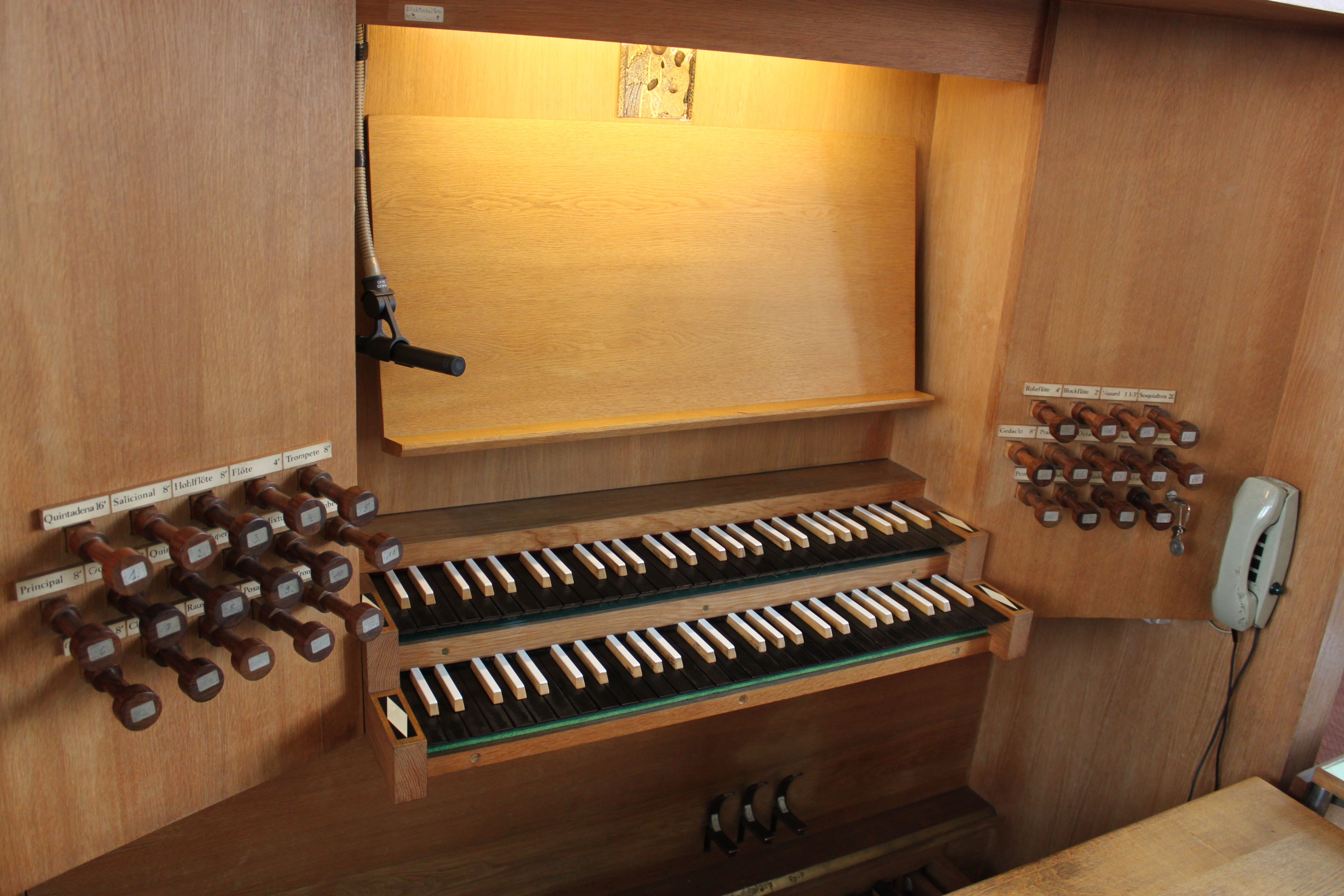
Spielschrank der Gollini-Orgel

Am 30. April 1930 wurde bei Josef Panhuber eine neue Orgel mit 27 Registern auf zwei Manualen und Pedal in Auftrag gegeben; nach ihrer Fertigstellung nahm Kardinal Theodor Innitzer am 30. April 1933 deren Weihe vor. Dieses Instrument war zunächst mit pneumatischer Traktur ausgestattet, wurde jedoch 1962 von Philipp Eppel auf das elektropneumatische System umgebaut. Nach Abschluss dieser Arbeit beging man am 10. April 1962 eine Neueinweihung dieser Orgel.
Als Herbert Gollini in den Jahren 1980/81 eine neue, 1842 Pfeifen zählende Orgel mit 29 Registern auf zwei Manualen und Pedal errichtete, konnten 19 Register der Panhuber-Orgel wiederverwendet werden, die restlichen 10 Register wurden neu gefertigt. Die Weihe dieser Orgel wurde am 8. Juni 1981 durch Kardinal Franz König vollzogen. 2002 entschloss sich die Pfarre, die Orgel einer Renovierung zu unterziehen und betraute Achim Reichmann mit der Durchführung derselben.
| I Hauptwerk C-g3 |        |
| Quintadena       | 16′    |
| Prinzipal        | 08′    |
| Hohlflöte        | 08′    |
| Salicional       | 08′    |
| Octav            | 04′    |
| Flöte            | 04′    |
| Superoktav       | 02′    |
| Mixtur IV        | 01 ⁄3′ |
| Cimbel II        | 0 1⁄2′ |
| Trompete         | 08'    |

| II Rückpositiv C-g3 |       |
| Gedackt             | 8′    |
| Praestant           | 4′    |
| Rohrflöte           | 4′    |
| Sesquialtera II 0   | 2 ⁄3′ |
| Octave              | 2'    |
| Blockflöte          | 2′    |
| Nasard              | 1 ⁄3′ |
| Scharff III         |       |
| Krummhorn           | 8'    |

| Pedal C-f1         |     |
| Principal          | 16′ |
| Subbaß             | 16′ |
| Octavbaß           | 08′ |
| Gedecktbaß         | 08' |
| Choralbaß          | 04' |
| Rauschpfeife III 0 | 02′ |
| Posaune            | 16' |
| Trompete           | 08′ |
| Schalmei           | 04′ |

- Koppeln: I/P, II/P, II/I